# 曹曰瑛
曹曰瑛（1662年—1722年），字渭符，號恆齋，祖籍安徽省贵池县，随父亲占籍顺天府大兴县，清朝书法家、官员。

## 生平
曹曰瑛官至翰林院待诏、大理寺司务。
贵池缟溪曹家收藏的乾隆二十九年（1764年）《曹氏宗谱》世系图记载：
曰瑛，字渭符，号恒斋，康熙元年壬寅生。配高氏，生子一，允职；继配张氏，生子一，允灿；三配吕氏，生子二，允杰、允烈；继副室罗氏，生子一，允熺。公卒于康熙六十一年壬寅十二月廿，享年六十有一，公同吕氏葬京师永定门外柳和园，附于祖世武公墓旁。公一身遭逢圣主恩遇，名虽未列制科，学已叨授翰苑，且又简任禁廷橐笔，异数频加，各缘由谨序于公之像后，刊载本族谱首，庶后之阅谱者皆知公与殿元公诚称允武允文之两美。
《曹氏宗谱》还录有曹曰瑛画像以及《曰瑛公传略》。《曰瑛公传略》如下：
公讳曰瑛，字渭符，号恒斋。乃余本房叔父也，侧闻叔父自成童时，即以诗文见重当柱，于康熙三十三年得遇翰林侍讲米讳汉文以博学鸿儒特荐，蒙圣祖仁皇帝恩旨，召入廷试，即赐为内廷翰林，著在御书处、南书房、养心、武英等殿，日与众大臣校对各种御书，而纂修缮写皆推吾叔为独多，是叔父不惟诗赋文词日达宸聪，频蒙奖赏，而字之精妙又未尝不为圣主所推爱也，即如康熙五十七年，欣逢礼部奏请恭迎皇太后神主进太庙，并立皇碑，已经掌院派善书翰林狄讳贻孙、汪讳士纮先书碑文式样进呈御览，奉旨：这碑文乃系垂后大典，此字如何去得，内廷现有翰林曹曰瑛，朕知他写的好，著他在中正殿清净地方书写可也，钦此。若非圣主素所推爱，亦何得有此异数之简任耶？叔父名闻至此愈重，自京师传之各省，前来求字者车马临门，殆无闲刻。叔父惟有日则进内办公，至晚回署，即燃双烛，常书至三更方止，以此遂致积劳，于康熙六十一年七月突起黄胆病症，内大臣具由转奏，即蒙圣慈恩怜，给假，并遣御医二名就署医治，讵意叔父积劳既深，医药罔效，痛于十二月二十日辰时去世，当以恭谢天恩事陈奏，又蒙圣慈赏银三百，料理丧事，并蒙将叔父长子允炽、侄允耀著在武英殿办事，又将原赐官房赏给家口居住，于时，内大臣无不亲来赐吊，甚至有一同送至茔地，祭奠已毕，然后回署。是叔父遭逢圣主隆恩有加无已，众大臣关切叔父极是情深，亦可谓荣幸之至，况时正纂修《万寿盛典》告成，奉旨交大学士从优议叙，经大学士议，吾叔照主事应升之缺，遇缺即升，复奏奉旨依议，只因叔父病故，未得履任，然叔父爵职名讳已载盛典，并与盛典永传，又何必以履任为增荣也。至叔父上焉忠君孝亲，下焉扶孤育寡，而且泽周里党，惠遍乡邻，种种懿德，指不胜述，应俟高明再为作传。第遭逢圣主恩遇一节，惟余侍从日久，知之最悉，今余年已八旬有三，无殊风前之烛，恐日后他人查述，不无遗略，故尽衰年一日精力，特为之记。 时乾隆二十九年岁在甲申太簇月谷旦 侄允显沐手书记

乾隆四十四年（1779年）《池州府志》卷三十六《荐辟》记载：“曹曰瑛，以文翰荐，特授翰林院待诏。”《清代传记丛刊》中的吴修《昭代名人尺牍小传》记载：“曹曰瑛，字渭符，号恒斋，安徽贵池人，大兴籍，官翰林院待诏，内廷纂修，工书。”附有曹曰瑛书札手迹。张鸣珂《寒松阁谈艺琐录》记载：“曹曰瑛，字渭符，号恒斋，安徽贵池人，官待诏，内廷纂修，工画。景剑泉阁学藏有小楷绢本册四十叶，珠圆玉润，馆体正宗。”震钧《国朝书人辑略》记载：“曹曰瑛，字渭符，号恒斋，安徽贵池人，大兴籍，官翰林院待诏，为人古貌古心，士林钦重，兼善书法。（《画征续录》）”《瓯钵罗室书画过目考》卷二记载：“曹曰瑛字渭符，号恒斋，安徽贵池人。官待诏，内廷纂修，工画景。”汪文柏《柯亭余习》卷二有诗《范石湖诗簿书遮断寻诗路，陆放翁诗菱角磨成芡实圆，一时拈出，曹待诏善汉隶，书联句见赠，久而思之，终有未惬，作诗以自解》。林佶《朴学斋诗稿》卷九有诗《曹渭符待诏使闽归，诗以送之》。
王岱《了庵诗集》卷十七有《为曹渭符画》二首、《赠曹渭符画》，《了庵文集》卷十二有《题曹渭符画册》。王岱《了庵诗集》有诗《癸亥初春同会公偕曹渭符重游万柳园、育婴堂、放生池，访响山堂头，因再叠戊午原韵》，癸亥为清朝康熙二十二年（1683年），该诗后面有诗《别曹渭符》：“才媿昌黎博，官同百粤偏。风波潮汐地，瘴疠海南天。问险惭泷吏，灰心觅大颠。多君能惓惓，重聚有余年。”
曹寅《楝亭诗钞》卷四录有诗作《渭符侄过慰有作，时颁诏入闽，恩许还家上冢，便道至白下》：“王程秋欲迈，间道子重过。多难怀兰讯，高眠共竹柯。慎言温室树，嘉遯碧山阿。草草瞻家庆，还如泪眼何。”诗中的“渭符”指曹曰瑛。
曹寅任江宁织造期间，曾经设局刊刻图书，时任翰林院待诏的曹曰瑛曾参与。吴贯勉（曹寅的幕僚）《绿意词》中有一阕“台城路”赠示曹曰瑛，题为《酬曹竹磵见寄元韵，并示恒斋待诏》。扬州八怪之一的高翔画有《樊川水榭》，上有曹曰瑛的题款。
康熙五十三年（1714年），应纂修《万寿盛典》总裁王原祁奏请，时为候补待诏的曹曰瑛任收掌官。任职期间，转为正式待诏。康熙五十六年（1717年）《万寿盛典》书成，曹曰瑛升任大理寺司务。曹曰瑛因工书，曾先后参与编缮《万寿盛典初集》、《御纂周易折中》、《御纂性理精义》、《御制分类字锦》等书，修《万寿盛典初集》时与查嗣瑮、车敏来（车鼎晋之子）等人共事。

## 作品
曹曰瑛工书法，以擅写隶书而闻名。天津艺术博物馆收藏的柳堉《山水》卷前有题字“愚谷清标”，为曹曰瑛的隶书作品。北京广通寺有俞兆晟撰文、曹曰瑛书丹的《敕建广通寺碑记》，也是曹曰瑛的隶书作品。清朝吴隐《古今楹联汇刻》收有曹曰瑛书写的对联“浅碧细酌家酿酒，小红初试手栽花”（2004年上海国际商品拍卖有限公司拍卖）。康熙五十一年壬辰，曹曰瑛曾为华严宗宝通贤首派第二十九代传人滨如性洪手抄的佛经题写“传佛心印”四大字（该件由山东省王氏收藏）。中国国家图书馆收藏有6块曹曰瑛撰文或书丹的清朝北京碑文拓片：
- 《育婴堂碑记》：位于广渠门内夕照寺，康熙四十一年，赵吉士撰文，陈奕禧行书，曹曰瑛篆额。
- 《重修天仙太平庵记》：位于厂桥南钱串胡同，康熙四十二年，曹曰瑛撰文，曹曰瑛正书。
- 《东岳庙子午胜会碑记》：位于朝阳门外东岳庙，康熙五十五年，任兰枝撰文，曹曰瑛正书。
- 《东岳庙路灯老会碑记》：位于朝阳门外东岳庙，康熙五十五年，蒋陈锡撰文，曹曰瑛行书。
- 《脩建公输仙师殿碑记》：位于朝阳门外东岳庙，康熙五十八年，曹曰瑛撰文，曹曰瑛行书。
- 《重修真武庙碑记》：位于南长街玉钵庙，康熙六十年，曹曰瑛撰文，曹曰瑛行书。[2]

## 家庭
- 父：曹光国
- 弟：曹曰玮